# لطفي دوغان (مواليد 1927)
لطفي دوغان (بالتركية: Lütfi Doğan)‏‏ (1927 في أرمنيك - 22 يناير 2018 في أنقرة) هو عالمٌ مسلمٌ تُركي. درس في كلية اللغات والتاريخ والجغرافيا في جامعة أنقرة ‏. تولى رئاسة منظمة الشؤون الدينية التركية في الفترة ما بين 26 أغسطس 1972 حتى 26 يوليو 1976، خلفًا للطفي دوغان، وتولى بعده سليمان أتش.